# آکامپروسات
آکامپروسات (انگلیسی: Acamprosate) (با نام تجاری Campral) دارویی است که همراه با مشاوره برای درمان اختلال مصرف الکل به کار می‌رود.
پنداشته می‌شود که آکامپروسات سیگنال‌های شیمیایی را در مغز تثبیت می‌کند که در غیر این صورت با ترک الکل مختل می‌شود. وقتی آکامپروسات به تنهایی استفاده می‌شود، درمان مؤثری برای اختلال مصرف الکل در بیشتر افراد نیست. مطالعات نشان داده‌اند که آکامپروسات زمانی که همراه با حمایت روانی اجتماعی استفاده می‌شود بهترین عملکرد را دارد زیرا این دارو کاهش مصرف الکل و همچنین پرهیز کامل را آسان می‌کند.
عوارض جانبی جدی شامل واکنش‌های آلرژیک، ریتم غیرطبیعی قلب، و فشار خون پایین یا بالا است، در حالی که عوارض جانبی کمتر جدی شامل سردرد، بی‌خوابی و ناتوانی جنسی است. اسهال شایع‌ترین عارضه جانبی است. افراد مبتلا به مشکلات کلیوی یا حساسیت به دارو نباید آکامپروسات را مصرف کنند.

## کاربرد پزشکی
آکامپروسات زمانی مفید است که همراه با مشاوره در درمان اختلال مصرف الکل استفاده شود. در طی سه تا دوازده ماه، تعداد افرادی که اصلاً الکل نمی‌نوشند و تعداد روزهای بدون الکل را افزایش می‌دهد. به نظر می‌رسد که این دارو مانند نالترکسون برای حفظ پرهیز از الکل کار می‌کند، اما نالترکسون برای کاهش میل به الکل و نوشیدن زیاد الکل کمی بهتر عمل می‌کند، و آکامپروسات در خارج از اروپا که خدمات درمانی قوی‌تر هستند، ضعیف‌تر عمل می‌کند.

## موارد منع مصرف
آکامپروسات در درجه اول توسط کلیه‌ها برداشته می‌شود و نباید به افرادی که دارای اختلال شدید کلیه هستند (کلیرانس کراتینین کمتر از ۳۰ میلی لیتر در دقیقه) داده شود. کاهش دوز در افراد دارای نارسایی کلیوی متوسط (کلیرانس کراتینین میان ۳۰ میلی لیتر در دقیقه تا ۵۰ میلی لیتر در دقیقه) پیشنهاد می‌شود. همچنین در کسانی که واکنش آلرژیک شدید به کلسیم آکامپروسات یا هر یک از اجزای آن دارند، منع مصرف دارد.

## اثرات نامطلوب
برچسب ایالات متحده هشدارهایی در مورد افزایش رفتار خودکشی، اختلال افسردگی اساسی و نارسایی کلیه دارد.
عوارض جانبی که باعث شد افراد مصرف دارو را در آزمایشات بالینی متوقف کنند شامل اسهال، حالت تهوع، افسردگی و اضطراب بود.
عوارض جانبی بالقوه شامل سردرد، درد معده، کمر درد، درد عضلانی، درد مفاصل، درد قفسه سینه، عفونت، علائم شبیه آنفولانزا، لرز، تپش قلب، فشار خون بالا، غش، استفراغ، ناراحتی معده، یبوست، افزایش اشتها، وزن افزایش وزن، ادم، خواب آلودگی، کاهش میل جنسی، ناتوانی جنسی، فراموشی، تفکر غیرطبیعی، بینایی غیرطبیعی، اختلال در حس چشایی، لرزش، آبریزش بینی، سرفه، مشکل در تنفس، گلودرد، برونشیت و بثورات پوستی.

## فارماکولوژی

آکامپروسات کلسیم

## فارماکودینامیک
فارماکودینامیک آکامپروسات پیچیده‌است و به‌طور کامل شناخته نشده‌است. با این حال، اعتقاد بر این است که به عنوان یک آنتاگونیست گیرنده NMDA و تعدیل کننده آلوستریک مثبت گیرنده‌های GABAA عمل می‌کند.
فعالیت آن بر روی این گیرنده‌ها غیرمستقیم است، بر خلاف بسیاری از عوامل دیگر که در این زمینه استفاده می‌شود. اعتقاد بر این است که مهار سیستم GABA-B باعث افزایش غیرمستقیم گیرنده‌های GABAA می‌شود. اثرات روی کمپلکس NMDA وابسته به دوز است. به نظر می‌رسد که این محصول در غلظت‌های پایین فعال‌سازی گیرنده را افزایش می‌دهد، در حالی که وقتی در مقادیر بالاتر مصرف می‌شود، آن را مهار می‌کند، که با فعال‌سازی بیش از حد گیرنده‌های NMDA در زمینه ترک الکل مقابله می‌کند.
اتانول و بنزودیازپین‌ها با اتصال به گیرنده GABA بر روی سیستم عصبی مرکزی اثر می‌گذارند و اثرات انتقال‌دهنده عصبی بازدارنده گابا را افزایش می‌دهند (یعنی به عنوان تعدیل‌کننده آلوستریک مثبت در این گیرنده‌ها عمل می‌کنند). در اختلال مصرف الکل، یکی از مکانیسم‌های اصلی تحمل به کاهش تنظیم شدن گیرنده‌های گاباآ نسبت داده می‌شود (یعنی این گیرنده‌ها نسبت به گابا حساسیت کمتری دارند). هنگامی که الکل دیگر مصرف نمی‌شود، این مجتمع‌های گیرنده GABA با تنظیم پایین آنقدر نسبت به GABA حساس نیستند که مقدار معمول گابا تولید شده تأثیر کمی دارد و منجر به علائم ترک فیزیکی می‌شود. از آنجایی که گابا به‌طور معمول شلیک عصبی را مهار می‌کند، حساسیت زدایی گیرنده گاباآ منجر به انتقال عصبی تحریکی بدون مخالفت می‌شود (یعنی پتانسیل‌های پس سیناپسی بازدارنده کمتری از طریق گیرنده‌های گاباآ رخ می‌دهد)، که منجر به تحریک بیش از حد عصبی می‌شود (یعنی پتانسیل‌های عمل بیشتری در پست‌ها ایجاد می‌شود). یکی از مکانیسم‌های عمل آکامپروسات، افزایش سیگنال‌دهی GABA در گیرنده‌های GABAA از طریق مدولاسیون مثبت گیرنده آلوستریک است. ادعا شده‌است که کانال یون کلرید را به روشی جدید باز می‌کند، زیرا به GABA به عنوان یک کوفاکتور نیاز ندارد و باعث می‌شود نسبت به بنزودیازپین‌ها کمتر در معرض وابستگی قرار گیرد. آکامپروسات با موفقیت برای کنترل وزوز گوش، هیپراکوزیس، درد گوش، و فشار گوش داخلی در طول مصرف الکل به دلیل اسپاسم عضله تانسور تمپانی استفاده شده‌است.-->
افزون بر این، الکل همچنین فعالیت گیرنده‌های N-متیل-D-آسپارتات (NMDAR) را مهار می‌کند. مصرف مزمن الکل منجر به تولید بیش از حد این گیرنده‌ها می‌شود. پس از آن، پرهیز ناگهانی الکل باعث می‌شود که تعداد بیش از حد NMDARها فعال تر از حد معمول باشد و به علائم هذیان ترمنس و مرگ عصبی اکسیتوتوکسیک کمک کند. ترک الکل باعث افزایش آزاد شدن انتقال دهنده‌های عصبی تحریکی مانند گلوتامات می‌شود که NMDARها را فعال می‌کند. آکامپروسات این افزایش گلوتامات را کاهش می‌دهد. این دارو همچنین از سلول‌های کشت شده در برابر سمیت تحریکی ناشی از خروج اتانول و قرار گرفتن در معرض گلوتامات همراه با خروج اتانول محافظت می‌کند.
این ماده همچنین با عادی‌سازی فازهای خواب مرحله ۳ و REM، که به نظر می‌رسد جنبه مهمی از فعالیت دارویی آن است، به بازیابی معماری خواب استاندارد کمک می‌کند.

## فارماکوکینتیک
آکامپروسات توسط بدن انسان متابولیزه نمی‌شود. فراهمی زیستی مطلق آن از مصرف خوراکی تقریباً ۱۱٪ است و فراهمی زیستی آن هنگام مصرف با غذا کاهش می‌یابد. پس از تجویز و جذب آکامپروسات، بدون تغییر (یعنی به صورت آکامپروسات) از طریق کلیه‌ها دفع می‌شود.
جذب و دفع آن بسیار آهسته است، با Tmax 6 ساعت و نیمه عمر حذف بیش از ۳۰ ساعت.